# Stéphane Allouane
Stéphane Allouane (Villeneuve-Saint-Georges, 6 de febrero de 1969) es un deportista francés que compitió en boxeo. Ganó una medalla de bronce en el Campeonato Mundial de Boxeo Aficionado de 1993, en el peso pesado.
En noviembre de 1994 disputó su primera pelea como profesional. En su carrera profesional tuvo en total 11 combates, con un registro de 7 victorias y 4 derrotas.

## Palmarés internacional
| Campeonato Mundial | Campeonato Mundial  | Campeonato Mundial | Campeonato Mundial |
| Año                | Lugar               | Medalla            | Categoría          |
| ------------------ | ------------------- | ------------------ | ------------------ |
| 1993               | Tampere (Finlandia) | Medalla de bronce  | 91 kg              |